# Nederlands Hervormde kerk (Laag-Keppel)
De Nederlands Hervormde kerk was een protestantse kerk in de Nederlandse plaats Laag-Keppel. De neogotische kerk is rond 1880 gebouwd. Voor de bouw van de kerk, hebben al diverse religieuze gebouwen in Laag-Keppel gestaan. Eerst een kapel bij Kasteel Keppel, later een rooms-katholieke kerk die was gewijd aan Laurentius van Rome Deze kerk ging na de reformatie over naar de protestantse kerk. 
De bakstenen Nederlands Hervormde kerk heeft een toren aan de zuidzijde, bestaande uit vier geledingen. In de onderste geleding is de entree, daarboven een spitsboogvenster, vervolgens galmgaten met lisenen erbij en op de bovenste een kerkklok aangebracht. De toren wordt bekroond met een achtkantige, ingesnoerde naaldspits. Het gebouw heeft daarnaast een schip en dwarsschip. In de zijgevels zijn nog diverse spitsboogvensters aangebracht. In 1973 is de kerk uit dienst genomen.
De kerk is in 1988 aangewezen als gemeentelijk monument.